# La Paix (restaurant)
Pour les articles homonymes, voir Paix (homonymie).
La Paix est un restaurant deux étoiles  Michelin situé dans la commune belge d'Anderlecht. Le chef est David Martin. En novembre 2023, ce restaurant est classé 21ème meilleur restaurant situé en Belgique.

## Étoiles Michelin
- 2012-2018
- 2019-

## Gault et Millau
- 17,5/20 en 2020
- Chef de l’année 2019